# 岐関大橋

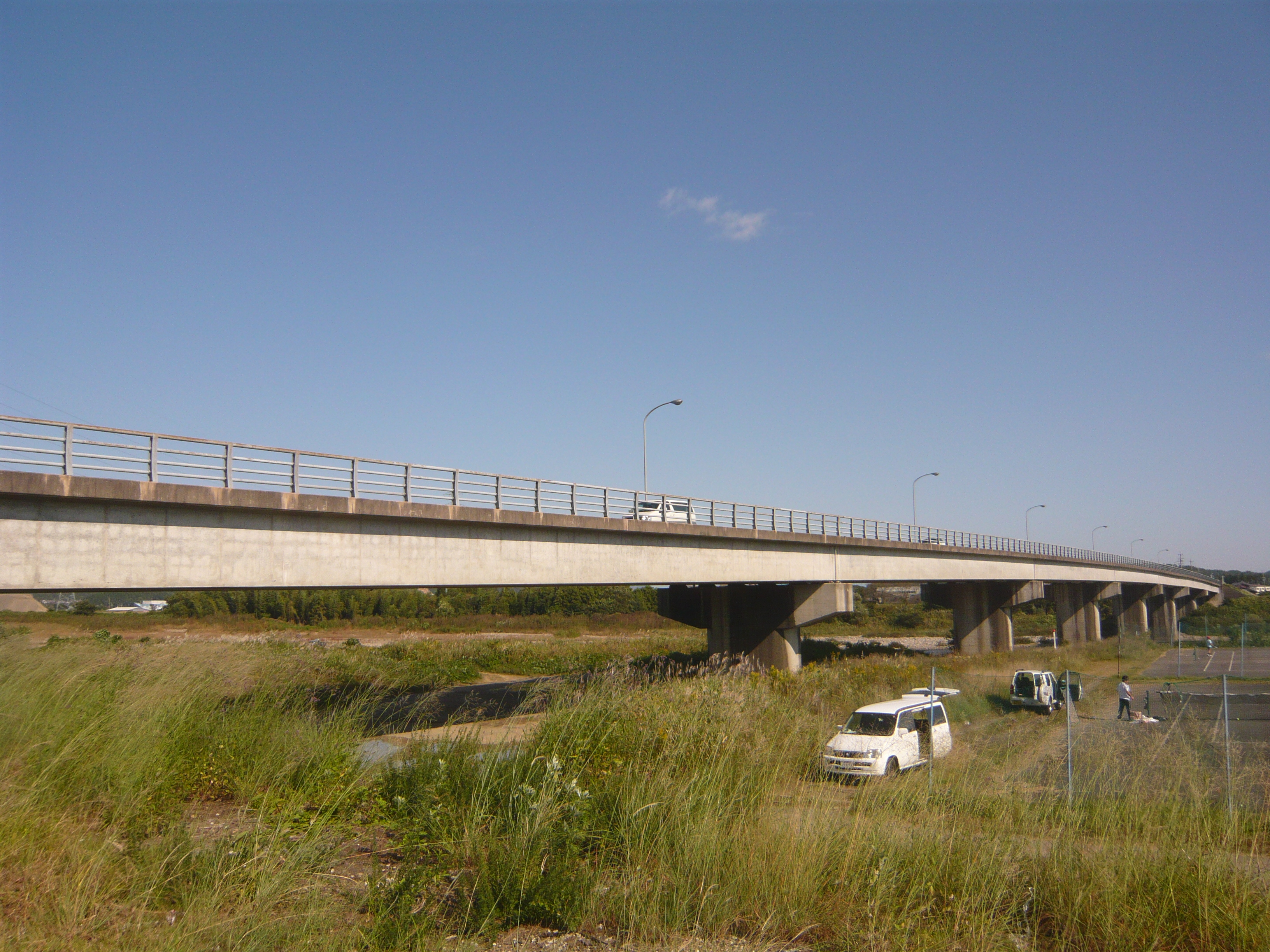
右岸下流より撮影

岐関大橋（ぎせきおおはし）は、岐阜県岐阜市と関市の間の長良川にかかる岐阜県道201号溝口下白金線の橋である。
長良川は関市千疋で、西側の本流の長良川と東側の支流の今川に分流する。本流の長良川が岐阜市と関市の境となる。
長良川本流と今川に挟まれた島は「保戸島」といい、地名では関市戸田、側島、保明に該当する。

## 概要
- 供用開始：1980年（昭和55年）4月
- 延長：324.4m
- 幅員：10.25m
- 橋梁形式：PCポステンT型橋
- 所在地：岐阜県岐阜市溝口東 - 関市側島

座標: 北緯35度28分43.6秒 東経136度50分23.8秒 / 北緯35.478778度 東経136.839944度